# Droit de vote

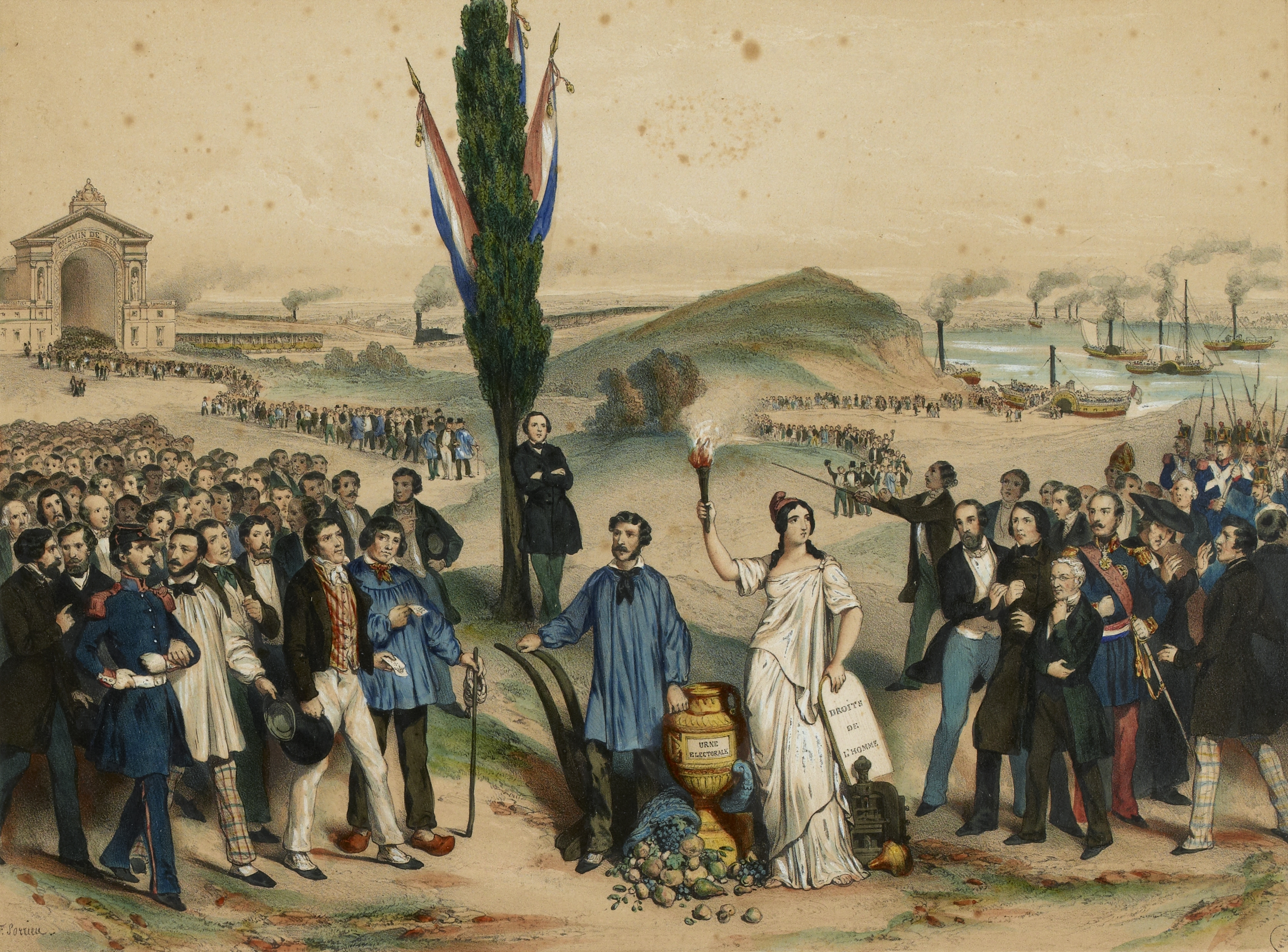
Suffrage universel dédié à Ledru-Rollin, Frédéric Sorrieu, 1850.

Le droit de vote permet aux citoyens d'un État de voter pour exprimer leur volonté, à l'occasion d'un scrutin. Dans son application contemporaine, il pose un choix et permet, soit d'élire des gouvernants à but représentatif, soit de répondre à une question posée par la gouvernance, sous forme de plébiscite ou de référendum. Les démocraties modernes présentent le droit de vote comme un droit civique fondamental. À partir du XIXe siècle, le vote devient un synonyme de démocratie, alors qu'auparavant il désignait un régime aristocratique ou oligarchique.

## Histoire

### Antiquité

#### La démocratie athénienne
Le premier régime politique qui donne son nom à la démocratie est né dans la cité d'Athènes durant l'Antiquité. L'élection ne fut pas immédiatement retenue comme mode de désignation des responsables politiques, on lui préféra d'abord des tirages au sort. Avec les réformes de Périclès au milieu du Ve siècle av. J.-C. le droit de vote est étendu aux citoyens. La notion de citoyenneté est alors réservée aux hommes nés de père athénien et d'une mère, fille de citoyen, excluant :
- les esclaves et les femmes considérés respectivement comme des biens et d'éternelles mineures ;
- les métèques (généralement grecs mais étrangers à la cité, placés sous la responsabilité obligatoire d'un logeur ou hébergeur) ainsi que les étrangers (non grecs, dénommés barbares)

Ces derniers sont exclus de la communauté politique, dans la plupart des cités grecques. On[Qui ?] estime qu'il y avait entre 30 et 60 000 électeurs pour 250 000 habitants[réf. souhaitée].

#### La res publica romaine
La République romaine qui fait suite à la monarchie des rois Étrusques repose sur une oligarchie patricienne. Le suffrage censitaire permet à tout citoyen qui paye la quantité d'impôt requise d'être électeur ou éligible et exclut les femmes, les esclaves et les étrangers. Le vote se fait essentiellement par décision majoritaire, comme l'atteste l’adage romain « Quod omnes tangit, ab omnibus tractari et approbari debet » (ce qui touche tout le monde doit être considéré et approuvé par tous).

### Du Moyen Âge jusqu'auXIXesiècle
Les institutions civiles et religieuses privilégient le vote par unanimité puis à partir du XIIe siècle par majorité (sous l'effet du IVe concile du Latran et du pape Innocent IV qui affirme que la collectivité — commune, université, confrérie — est un « nomen intellectuale », une personne morale), notamment dans les ordres religieux par la « maior et sanior pars » (la part sage et la part majoritaire).

#### Les démocraties scandinaves

##### Islande
De 920 à 1800, l'Islande fut gouvernée par l'Althing, une assemblée générale regroupant les hommes libres propriétaires terriens de toutes les contrées d’Islande, qui exerçait le pouvoir législatif et judiciaire.

##### Îles Féroé
Un Althing de même nature semble avoir été mis en place antérieurement aux Îles Féroé, il ne fut supprimé qu'en 1275, lors de l'annexion de l'archipel par la Norvège.

##### Suède
À partir de 1720, le parlement suédois (Riksdag) est élu au suffrage universel (restreint), toutefois seuls les propriétaires de biens fonciers ont le droit de vote. Cet épisode (1717-1787) de parlementarisme démocratique est connu sous le nom d'Ère de la Liberté.

#### Toulouse
Depuis 1189, la ville est administrée par des conseillers élus appelés Capitouls (de l'occitan capitol) représentant chacun un quartier de la ville. Après des conflits de pouvoir avec le roi de France qui veut limiter leurs pouvoirs, l'assemblée est supprimée à la Révolution française.

#### Cités-États de la Renaissance italienne

##### République de Saint-Marin
De l'an 1000 à la fin du XVIe siècle, la république de Saint-Marin a connu un système de démocratie directe limitée, avec une assemblée des chefs de famille appelée l'Arengo, qui exerçait le pouvoir législatif. Toutefois, dès le XIIIe siècle, trois institutions plus permanentes élues par l'Arengo furent instaurées, les capitaines-régents (chefs de l'État), le Conseil des XII (organe judiciaire et administratif) et le Conseil des LX (organe législatif, également dénommé Consiglio Grande e Generale), qui supplantèrent l'Arengo de 1571 à 1900. La réunion de l'Arengo de 1906 (it) rétablit un régime électif, avec droit de vote limité aux chefs de famille et aux diplômés. De 1571 à 1906, le Conseil des LX, précédemment élu par l'Arengo, était renouvelé par cooptation, devenant une oligarchie, et était composé de 20 membres de chaque ordre (nobles, citadins et ruraux). Le droit de vote n'a été étendu aux femmes qu'en 1964, et l'éligibilité en 1971

##### République de Venise
Dans la république de Venise, une assemblée populaire, l'Arengo, élisait le doge. L'Arengo fut remplacé en 1172 par un Grand Conseil (Maggior Consiglio) composé des membres des familles inscrites au Patriarcat. Tous les hommes de plus de 25 ans pouvaient y participer, à condition cependant de ne pas avoir épousé de roturière. L'aristocratie vénitienne se composait surtout d'armateurs, de négociants et de banquiers, dont les revenus se fondaient plus sur le commerce que sur la terre. Par la Serrata del Consiglio en 1297, l'accès au Grand Conseil fut restreint à ceux dont les ancêtres en avaient été membres.

#### Villes libres de l'Empire germanique
La réforme protestante vient bousculer au XVIe siècle les structures politiques des villes du Saint-Empire romain germanique. Les protestants sont en effet en faveur du droit de la minorité sur les affaires de conscience, d'où le recours du vote au sein d'assemblées générales de la population.

#### Cantons suisses
Avant la Constitution helvétique de 1798, qui abolit le suffrage censitaire, les cantons suisses connaissaient divers systèmes politiques, certains basés sur une démocratie directe (notamment les Landsgemeinde et les dizains dans le canton du Valais), d'autres sur l'oligarchie et la cooptation. À partir du XVIe siècle, le droit de bourgeoisie (limité aux propriétaires fonciers urbains) devient de plus en plus héréditaire, excluant les simples habitants ou résidents,.

## L'élargissement progressif du droit de vote

### Le suffrage «universel» masculin
Le droit de suffrage masculin a généralement été étendu de manière progressive, étant à l’origine presque systématiquement censitaire. Le vote, à défaut d’être considéré comme un droit universel, était perçu comme une fonction réservée aux hommes les plus fortunés, c'est-à-dire à ceux que la fortune dotait d’une véritable indépendance matérielle, d’un esprit conservateur par la propriété et de compétences par l’éducation. À titre d'exemple, en France la composition du corps électoral a souvent varié : pour le vote du tiers état aux États généraux, les chefs de familles inscrits au rôle des impositions étaient électeurs, sauf dans certains territoires où un cens était imposé, tandis que sous la Révolution, le suffrage est restreint en 1791 avec la distinction entre citoyens « passifs » et citoyens « actifs » (soit les 2/3 de la population masculine de l’époque), ces derniers étant les seuls à bénéficier du droit de vote. Après quelques tentatives d'élargissement du corps électoral, le suffrage censitaire est rétabli en 1814. Jusqu'en 1830, sous la Restauration, le cens est si élevé que moins de 100 000 hommes peuvent alors voter. Après 1830, l'abaissement du cens permet de doubler le corps électoral. En 1848, le droit de vote est accordé à tous les hommes. Limité en 1850, rétabli mais contrôlé sous le Second Empire (2 décembre 1852 au 4 septembre 1870), il ne devient réellement et définitivement universel masculin que sous la Troisième République (septembre 1870 à juillet 1940). L’entre-deux-guerres voit plus tard[Quand ?] la généralisation du suffrage universel masculin à tous les régimes représentatifs[Lesquels ?].
La question du suffrage masculin universel opposait généralement libéraux (et plus tard la gauche dans son ensemble), favorables à son instauration, et conservateurs, d’un avis contraire. Les ultra-légitimistes, convaincus que le vote des populations paysannes, sous l’influence du clergé et de la noblesse, serait conservateur et contrebalancerait le vote progressiste des bourgeois, militèrent cependant eux aussi pour l’instauration du suffrage universel masculin dès le début du XIXe siècle. Les victoires du Parti de l’ordre de 1849 à 1876, année de la première grande victoire républicaine aux élections législatives, leur donnent un temps raison.

### Le suffrage universel

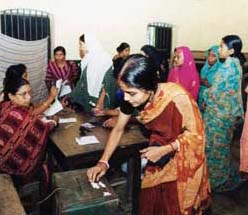
Femmes exerçant leur droit de vote lors d'élections nationales au Bangladesh

Les femmes dans leur ensemble accèdent au droit de vote bien plus tard que les hommes. La première république dont la constitution énonce clairement le droit de votes des femmes est celle de la république de Corse de Pascal Paoli en 1755. Elles participent au suffrage censitaire dans quelques pays, comme en Suède en 1862 ou au Royaume-Uni en 1869 pour les élections locales. Le vote des femmes est d'abord autorisé dans plusieurs colonies et États américains, comme le Wyoming en 1869, puis la Nouvelle-Zélande devient en 1893 le premier pays à octroyer le droit de vote à toutes les femmes (y compris les femmes maori). L'Australie-Méridionale fera de même l'année suivante, mais en excluant les femmes aborigènes ; elle permet cependant aux femmes de se porter candidates aux élections législatives, ce qui n'était alors pas le cas en Nouvelle-Zélande. Les pays scandinaves sont les premiers en Europe à octroyer le droit de vote aux femmes (Finlande en 1906, Suède en 1909 pour les élections locales, Norvège en 1913, Islande en 1915). Mais c'est surtout après la Première Guerre mondiale que le droit de vote des femmes se répand dans les régimes politiques occidentaux : de 1918 à 1921, les femmes acquièrent le droit de vote (dans l'ordre chronologique) en Autriche, au Danemark, en Allemagne, au Luxembourg, aux Pays-Bas, aux États-Unis, au Canada, en Belgique (élections locales seulement), en Suède (cette fois-ci pour toutes les élections) et en Irlande. Ces pays ont directement accordé le droit de vote à tous les citoyens majeurs des deux genres reconnus.
Mais l'instauration du suffrage féminin a été plus laborieuse dans d'autres pays. Au Royaume-Uni, en 1918, le droit de vote est d'abord accordé aux seules femmes de 30 ans et plus (la majorité électorale féminine passe ensuite à 21 ans en 1928). En France, dès la fin de la Première Guerre mondiale, la Chambre des députés vote une loi visant à octroyer le droit de vote aux femmes, qui est finalement rejetée par le Sénat, dominé par le Parti radical, qui craignait qu'elles ne votent massivement pour les candidats conservateurs sous l'influence de l'Église. Les Françaises votent finalement à partir de 1944, suivies par les Italiennes en 1946, les Belges (pour toutes les élections) en 1948, les Grecques en 1952, les Suissesses en 1971.

### Abaissement des majorités électorales
D’abord élevé, l’âge de la majorité électorale a considérablement baissé au fil du temps. En France, il passe de 30 ans en 1815 à 25 ans en 1830, puis à 21 ans en 1848, pour enfin être abaissé à l’âge de 18 ans en 1974. Il y a cependant eu quelques exceptions : la Constitution de 1791 fixait ainsi la majorité électorale à 25 ans, et celle de 1793 à 21 ans. Si la plupart des pays autorisent le droit de vote à partir de 21 ans avant la Seconde Guerre mondiale, l'âge moyen pour voter aux élections s'abaisse à 18 ans au fil des décennies. En 2019, le droit au vote à partir de 16 ans est en vigueur au Brésil, en Équateur, en Autriche, à Cuba, Guernesey, l'île de Man, l'île de Jersey, Malte, au Nicaragua, en Écosse, en Slovénie et en Argentine. Ce droit de vote dès 16 ans s'adjoint parfois à certaines conditions ou est restreint à certains scrutins ou niveaux fédéraux : celle d'occuper un emploi ou d'être travailleur indépendant en Slovénie ; en Écosse, seulement pour l'élection du Parlement et les élections locales, ainsi que lors du référendum sur l'indépendance de l'Écosse en 2014 ; en Suisse, seulement dans le canton de Glaris pour les élections locales et cantonales ; dans cinq Länder allemands depuis 1995.
Dans certains pays, une partie de la classe politique milite pour que cet âge soit abaissé à 16 ans,, comme en Autriche, Argentine[réf. nécessaire], Cuba et Brésil.
En Allemagne, certaines organisations non gouvernementales et plusieurs scientifiques et personnalités politiques proposent un droit de vote radicalement indépendant de l'âge,. Selon eux, tout citoyen devrait avoir le droit de voter dès la naissance.
Deux motions ont proposé un modèle selon lequel les mineurs auraient une valeur de vote, au bénéfice des parents, par procuration. De telles propositions ont été soumises au Bundestag (la chambre basse du parlement allemand) en 2003 et 2008 ; elles ont été soutenues par plusieurs députés de tous partis représentés au Bundestag.
Au Luxembourg, l'abaissement du droit de vote à 16 ans a été rejeté lors du référendum constitutionnel luxembourgeois de 2015.
En France, en octobre 2020, Paula Forteza a déposé une proposition de loi à l'Assemblée nationale, prévoyant d'abaisser le droit de vote à 16 ans, mais aussi l'inscription automatique sur les listes électorales dès la majorité (18 ans). Le 7 octobre, le texte est examiné en commission et les deux articles du projet ont été rejetés.

### Le vote des étrangers
Le Royaume-Uni a été le premier à accorder le droit de vote aux résidents étrangers n’ayant pas la nationalité britannique : les Irlandais et les ressortissants de tous les pays du Commonwealth ont le droit de voter à toutes les élections du Royaume-Uni. Dans d’autres pays, les étrangers peuvent voter avec une condition de durée de résidence : l’Irlande (1963), la Suède (1976), le Danemark (1981), la Norvège (1982) et les Pays-Bas (1985) font partie de ces pays. La question d’accorder ou non le droit de vote aux étrangers est souvent posée par l’arrivée de travailleurs immigrés du Tiers-monde en Europe occidentale.
En France la question du droit de vote des étrangers aux élections locales s’est souvent posée, mais n’a jamais abouti. En 1981, le Parti socialiste en avait fait l’une de ses promesses de campagne, mais l’avait finalement abandonnée face à l’hostilité de l’opinion. Le 3 mai 2000, sous le gouvernement Jospin, l'Assemblée nationale vote en faveur de ce droit de vote et d'éligibilité aux élections locales. Le Sénat bloque toutefois le projet en refusant de l'inscrire à son ordre du jour. Plus récemment, en 2007, Nicolas Sarkozy, durant la campagne précédant son élection, avait inclus cette mesure dans son programme, mais ne parvient pas à la faire adopter par l'Assemblée nationale. Lorsque la majorité sénatoriale passe à gauche, une proposition est adoptée visant à attribuer ce droit de vote et d'éligibilité. Le projet de loi doit être étudié par l'Assemblée, alors que Nicolas Sarkozy revient sur sa position et ne défend plus le droit de vote des étrangers aux élections locales. Le traité de Maastricht, ratifié en 1992 par plusieurs pays alors membres de l’Union européenne, prévoit que les étrangers citoyens d’un État membre ont le droit de vote aux élections européennes et municipales. Il s'applique à tous les États entrant dans l'Union après 1992.

## Restrictions au droit de vote
En général, le système électoral est passé par étapes d'un suffrage masculin et censitaire au suffrage universel. Chaque pays, et en son sein parfois chaque entité fédérée, a connu une chronologie et des étapes différentes.
Dans les États de droit, le droit de vote peut être retiré aux personnes condamnées par la justice, sous motif qu'elles se sont « montrées indignes de leur qualité de citoyen ». Selon la logique des régimes représentatifs, la désignation de représentants du peuple revêt une telle importance qu'elle justifie d'attester que seuls des électeurs reconnus comme « responsables » puissent y participer. Certains sont donc écartés du corps électoral pour incapacité, comme les personnes atteintes de maladies mentales et même, comme en Italie jusqu'en 1912, les analphabètes.
Ces critères d'inaptitude permettent aussi la dissimulation de motivations politiques : en Italie cela avait écarté des urnes les populations les plus pauvres du pays, et aux États-Unis, après 1870, certains États du sud établissaient des critères d'incapacité très contraignants dans le but d'exclure du corps électoral les citoyens noirs, ceux d'origine étrangère en plus des analphabètes. Ce type de discrimination raciale a aussi pu être tout à fait officiel, comme en Afrique du Sud entre 1910 et 1994 et précédemment dans les républiques boers, où les droits électoraux notamment au Transvaal étaient réservés aux seules populations boers. À partir de 1948, avec la mise en place de l'apartheid instituant une politique de développement séparé des races, les populations noires se voyaient privées de toute possibilité ou espoir d'acquérir un droit de vote égal à celui des Blancs et voyaient leurs droits et nationalités confinés à l'intérieur de zones géographiques déterminées appelées bantoustans. Au même titre, les aborigènes australiens n'ont pu voter dans l'ensemble de la fédération qu'à partir de 1962 (ceux des États-Unis qu'à partir de 1948).
Ces dispositions peuvent aussi permettre d'établir un double collège inégalitaire pour les élections, comme ce fut le cas dans les colonies françaises de 1945 à 1957, où le collège indigène était largement sous-représenté par rapport au collège « blanc ». Sous la Troisième République, les militaires en exercice étaient privés de leur droit de vote au nom de la séparation des pouvoirs.

### Exclusion basée sur la propriété
Dans les pays de tradition anglo-saxonne, le droit de vote était lié à la propriété. L'application de ce concept allait jusqu'à accorder une voix supplémentaire à un propriétaire dans toute circonscription où il possédait une propriété, au cas où il n'y résidait pas. Cette dernière spécificité existe encore actuellement pour les élections locales en Nouvelle-Zélande.
En Irlande du Nord, le droit de vote aux élections locales était limité aux propriétaires (qui bénéficiaient en outre d'un deuxième droit de vote là où ils possédaient une résidence secondaire) et aux locataires-bailleurs d'une habitation (tenants) et à leurs épouses, excluant donc les locataires de meublés (lodgers) ainsi que les enfants adultes vivant sous le toit parental. En 1961, plus du quart des électeurs qualifiés pour voter aux élections à la Chambre des communes étaient ainsi privés du droit de vote aux élections locales et régionales. L'abolition de cette discrimination en matière de droit de vote était une des revendications du Northern Ireland Civil Rights Association qui organisa des manifestations pour les droits civiques en 1968-1969, qui marquèrent le début de la guerre civile en Irlande du Nord. La législation nord-irlandaise sur le droit de vote aux élections locales fut par la suite alignée sur celle déjà en vigueur dans les autres parties du Royaume-Uni, et les premières élections locales au suffrage universel eurent lieu en mai 1973.

### Exclusion basée sur l'instruction
Dans le système de suffrage capacitaire, le droit de vote était accordé en reconnaissance d'un certain niveau d'instruction, vérifié par l'exigence de diplômes appropriés ou par un examen de connaissances, ou par l'exercice de certaines fonctions.

### Exclusion basée sur la religion
En Angleterre en Irlande et au Canada (de 1763 à 1774), une succession de décrets imposant de prêter un serment d'allégeance avait abouti à ce que seuls les Anglicans avaient le droit de vote et d'éligibilité, les catholiques ne purent à nouveau voter qu'en 1788. Les Juifs ne pouvaient quant à eux pas même être naturalisés et une tentative de mettre fin à cette situation en 1753 (Jewish Naturalization Act de 1753 (en)) provoqua de telles protestations que la loi votée fut retirée un an plus tard. Cependant, une loi de 1740 autorisait les Juifs à être naturalisés dans les colonies britanniques.
Le droit d'éligibilité à la Chambre des communes fut progressivement étendu aux protestants dissidents (non-conformistes, c'est-à-dire méthodistes et presbytériens) en 1828, puis aux catholiques en 1829 (Catholic Relief Act 1829) et aux Juifs en 1858 (Jewish Disabilities Removal Act (en)). Benjamin Disraeli (1804-1881), qualifié dans sa chronologie biographique officielle de « seul Premier ministre juif », n'avait pu entamer une carrière politique en devenant député en 1837 que parce qu'il avait été converti à l'anglicanisme à l'âge de 12 ans.
De même, les colonies britanniques de Nouvelle-Angleterre, y compris après leur indépendance et la création des États-Unis, ont progressivement étendu le droit de vote aux non-anglicans, puis aux non-chrétiens au XVIIIe et au XIXe siècle.
Ainsi, au Maryland, les catholiques furent exclus du droit de vote et d'éligibilité de 1718 à 1776, date à laquelle les quakers, qui bénéficiaient déjà du droit de vote, se virent reconnaître le droit à l'éligibilité. Ce n'est que le 26 février 1825 que le droit de vote et d'éligibilité y fut étendu aux Juifs. La constitution de l'État de Caroline du Sud en 1778 mentionne clairement que « Nul ne sera susceptible de siéger à la chambre des représentants à moins d'être de religion protestante ».
Jusqu'en 1957, la province canadienne de Colombie-Britannique n'accordait le droit de suffrage aux Doukhobors, objecteurs de conscience comme les Mennonites et les Huttérites (une variété d'anabaptistes), que s'ils avaient servi en temps de guerre, ce qui revenait concrètement à les en exclure. C'est seulement en 1960, avec une première application aux élections fédérales de 1963, que les restrictions au droit de vote et d'éligibilité basées sur la « race » ou la religion furent levées au Canada (voir Droit de vote au Canada).
La première constitution de la Roumanie moderne en 1866 (article 7) n'attribuait la nationalité roumaine qu'aux chrétiens. Les Juifs roumains furent donc déclarés apatrides. En 1879, sous la pression des puissances participantes au Traité de Berlin, l'article fut amendé pour permettre aux non-chrétiens de devenir roumains, mais en pratique il s'agissait d'une procédure de naturalisation individuelle d'une durée de dix ans, qui ne bénéficia qu'à un millier de Juifs roumains. Ce n'est qu'en 1923 qu'une nouvelle constitution fut introduite, dont l'article 133 étendit la nationalité roumaine à tous les résidents juifs, avec égalité des droits pour tous les citoyens roumains.

### Exclusion basée sur la couleur de peau
Aux États-Unis, le Naturalization Act (en) de 1790, dans la foulée des diverses constitutions des États fédérés qui limitaient le droit de vote aux « blancs », limitait la possibilité de naturalisation des étrangers aux seules « free white persons », les personnes libres blanches, excluant ainsi les Afro-Américains et les Asio-Américains. Ce n'est qu'en 1868 que le XIVe amendement à la Constitution accorda la citoyenneté aux non-blancs, le droit de vote ne leur étant garanti qu'en 1870 par le XVe amendement. Toutefois, il faut attendre le Voting Rights Act de 1965 pour que soient déclarées hors-la-loi les législations des États du Sud qui avaient pour objectif d'exclure les Afro-Américains du droit de vote.

### Exclusion basée sur le sexe
Au Bas-Canada, de 1791 à 1849, les femmes pouvaient voter comme les hommes, bien que le droit ne leur eût pas été accordé spécifiquement. Le vote était restreint aux propriétaires terriens.
Les premiers territoires à avoir reconnu le droit de vote des femmes sont : les îles Pitcairn en 1838, l'île de Man en 1866 et le Wyoming en 1869. En 1918, en Grande-Bretagne, les hommes devaient avoir 21 ans et les femmes 31. Au Portugal, en 1931, le droit de vote est accordé aux femmes diplômées de l'enseignement supérieur ; les hommes doivent quant à eux uniquement savoir lire et écrire.
En France, le droit de vote n'a été étendu aux femmes que par l'ordonnance du 21 avril 1944, aux femmes algériennes (de statut personnel de droit local) en Algérie française par le décret no 58-568 du 3 juillet 1958,.
Au Québec c'est le 25 avril 1940 que les femmes ont obtenu le droit de voter aux élections provinciales. Pourtant entre 1791 et 1849, quelques femmes propriétaires avaient pu voter en vertu de la Constitution canadienne. Cependant, le Parlement du Canada-Uni leur a retiré ce droit en 1849. Au niveau fédéral, les femmes sujettes britanniques et ayant un parent de sexe masculin dans les forces armées, ont pu voter dès 1917 aux élections fédérales. À partir du 1er janvier 1919, ce droit est accordé à toutes les Canadiennes pour les élections fédérales.

### Exclusion basée sur l'âge

Âge de vote
16
17
18
19
20
21

Les enfants sont généralement exclus, la limite de 18 ans est la plus courante avec des variations allant de 16 ans en Autriche, dans plusieurs Länder allemands, Écosse, le pays de Galles, Brésil (vote facultatif entre 16 et 18 ans et au-delà de 70 ans, obligatoire de 18 à 70 ans), Cuba, Nicaragua, Malte, l'Ile de Man, Guernesey et Jersey jusqu'à 21 ans au Liban ou à Singapour.
L'abaissement de la majorité électorale est encore en débat pour passer de 18 à 16 ans dans certaines entités politiques,, l'âge exigé pour l'éligibilité reste souvent plus élevé.
En Autriche, un mouvement nommé Kinderwahlrecht jetzt! (« droit de vote pour les enfants, tout de suite ») milite pour le « droit de vote dès la naissance ». Il s'agit en fait d'accorder une voix supplémentaire aux parents. Cette mesure est présentée comme apte à rétablir l'équilibre entre les générations. Si le mouvement Kinderwahlrecht jetz est réputé proche des partis politiques conservateurs autrichiens, en Allemagne en revanche, des personnalités comme Wolfgang Thierse (SPD) ou Antje Vollmer (Verts) ont affirmé être favorables à une mesure de ce type. Une proposition similaire, associée à une forte baisse de l'âge de vote (les enfants bénéficieraient du droit de vote dès qu'ils en manifesteraient l’envie), a été proposée en Suisse. Elle a bénéficié d'un accueil favorable de la plupart des partis politiques à l'exception notable de l'UDC.
Au Royaume-Uni, depuis 2015, la situation varie selon les quatre pays constitutifs. En 2015, l'Écosse abaisse l'âge légal pour voter de 18 à 16 ans pour les élections locales et au Parlement écossais et en 2019, le pays de Galles décide de faire de même pour son Assemblée nationale (Senedd) et les conseils locaux, mais, dans les élections nationales à la Chambre des Communes, le droit de vote commence à 18 ans, comme en Angleterre et en Irlande du Nord pour toutes les élections.
En France, plusieurs élus se sont prononcés pour le droit de vote dès 16 ans, comme Jack Lang ou Christophe Girard. L'union nationale lycéenne (UNL), principale organisation lycéenne (dite syndicat lycéen) demande cette mesure depuis plusieurs années et notamment à l'occasion de la campagne présidentielle de 2012.

### Exclusion des handicapés mentaux
En France, la Loi no 2005-102 du 11 février 2005 pour l’égalité des droits et des chances, la participation et la citoyenneté des personnes handicapées permet à un juge d'accorder le droit de vote aux personnes majeures placées sous tutelle. La Loi no 2007-308 du 5 mars 2007 portant réforme de la protection juridique des majeurs fait du droit de vote des personnes sous tutelle la norme, sauf avis contraire du juge.

### Exclusion basée sur la fonction
Certains pays ont exclu ou excluent encore du droit de vote et/ou d'éligibilité certaines catégories de fonctionnaires (militaires, policiers).
En France, l'article 1er de la loi du 27 juillet 1872 dispose que « les hommes présents au corps ne prennent part à aucun vote », ce qui valut aux forces armées françaises le surnom de « Grande Muette ». Les lois des 15 juillet 1889, du 21 mars 1905 et 31 mars 1928 confirment cette exclusion : « Les militaires et assimilés de tous grades et de toutes armes ne prennent part à aucun vote lorsqu'ils sont dans l'exercice de leurs fonctions ». Cette exclusion ne sera levée que par l'ordonnance du 17 août 1945. La loi du 13 juillet 1972 portant statut général des militaires prévoit que les militaires peuvent se porter candidats aux différentes fonctions publiques électives. S'ils sont élus, ils sont placés en position de service détaché pendant la durée de leur mandat.
En Belgique, les policiers (mais pas le personnel civil, « personnel des cadres administratif et logistique ») sont privés du droit d'éligibilité depuis la réforme des polices de 1998. Une loi de 1975 interdisait aux militaires (en ce compris donc les gendarmes avant la réforme des polices) toute participation « active ou publique » à la vie politique. Ils n'étaient donc pas autorisés à se porter candidats à une élection. La législation a toutefois été modifiée ultérieurement, et aux élections communales de 2006 78 militaires étaient candidats.
En Allemagne, sous réserve d'en informer sa hiérarchie, un militaire a le droit d'être candidat à une élection politique. S'il est élu, il est placé dans une position statutaire particulière pendant la durée de son mandat.
En Italie, la fonction élective peut empêcher l’éligibilité, mais la Cour constitutionnelle a critiqué la difficulté d'appliquer l'interdiction.
Au Royaume-Uni, avant de faire acte de candidature, un fonctionnaire doit présenter sa démission du service public. En outre, en application de la loi sur l'inéligibilité à la chambre des communes de 1975, les hauts fonctionnaires, les juges, les ambassadeurs, les membres des forces armées et des forces de police, les membres rémunérés des conseils d'administration d'entreprises nationales, les membres des conseils d'administration d'entreprises privées nommés par le gouvernement, ainsi que les membres du conseil de la Banque d'Angleterre sont inéligibles.

### Exclusion basée sur la nationalité

#### Exclusion des naturalisés
Dans certains pays, les étrangers naturalisés ne peuvent exercer le droit de vote, et/ou d'éligibilité, qu'après un certain nombre d'années.
L’article 5 de la Constitution belge de 1831 prévoyait la distinction entre « naturalisation ordinaire » et « grande naturalisation ». Il fallait avoir reçu la grande naturalisation pour être éligible à la Chambre des représentants ou au Sénat, pour devenir ministre ou pour prendre part aux élections parlementaires. Néanmoins, comme l’explique le juriste Delcour, « il suffit d’avoir obtenu la naturalisation ordinaire pour devenir électeur dans la commune ». Ce n'est qu'en 1976, soit près d'un siècle et demi plus tard, que les naturalisés « ordinaires » et les personnes ayant acquis la nationalité par mariage se virent également reconnaître le droit de vote, mais non d’éligibilité, à toutes les élections. La distinction entre naturalisation ordinaire et grande naturalisation n’a été supprimée de la Constitution qu’en 1991 (Moniteur Belge 15/2/1991).
En France, il y avait un délai[Quand ?] après l’acquisition de la nationalité par naturalisation ou par mariage pendant lequel la personne n’avait pas le droit de vote et d'éligibilité, et l'accès à certains emplois, dix ans d'après la loi de 1889, cinq ans plus tard[pas clair]. Ainsi, en 1938, on ajoute à l'interdiction pour le naturalisé d'être élu, l'interdiction d'être électeur pendant cinq ans. Ce délai, ainsi que d'autres discriminations envers les naturalisés, furent abolis en 1973 (loi du 9 janvier 1973) et 1983.
Au Maroc, seuls sont électeurs les naturalisés après un délai de 5 ans, ce qui constitue probablement un héritage juridique de la colonisation française.
En Guinée, autre État anciennement colonisé par la France, le code électoral de 1991 prévoyait que « les étrangers naturalisés ne sont éligibles qu'à l'expiration d'un délai de dix ans à compter de la date du décret de naturalisation, sous réserve qu'ils résident en Guinée depuis cette date ». Toutefois, en 1998, cette durée a été ramenée à 5 ans : « L'étranger ayant acquis la nationalité guinéenne ne peut être électeur, par conséquent ne peut être inscrit sur la liste électorale pendant un délai de cinq (5) ans à partir du Décret pour services exceptionnels rendus à l'État (Articles 90 et 91 du code civil) ».

#### Exclusion des binationaux
Certains pays, comme l'Australie et la Bulgarie, interdisent à toute personne détentrice d'une deuxième nationalité le droit de se présenter à une élection législative (ou présidentielle en Bulgarie).
Dans l'affaire Ganchev/BG 25.11.1996 (DR 87-A, 130), la Commission européenne des droits de l'homme a statué en 1997 que la possession d’une deuxième nationalité peut être un motif de privation du droit de siéger au Parlement.
L'alinéa (i) de la section 44 de la Constitution australienne précise que « Toute personne qui est soumise à toute reconnaissance d'allégeance, d'obéissance ou d'adhésion à une puissance étrangère, ou est un sujet ou un citoyen ou ayant droit aux droits ou privilèges d'un sujet ou d'un citoyen d'une puissance étrangère (...) sera incapable d'être choisie ou de siéger en tant que sénateur ou membre de la Chambre des représentants ». En d'autres termes, une personne détentrice de la double nationalité ne peut être candidate à des élections fédérales. La Haute Cour, dans deux jugements (affaire Wood et affaire Cleary), a estimé que le candidat doit « entreprendre toutes les démarches raisonnables pour renoncer à sa double nationalité avant de se porter candidat », ce qui signifie in concreto qu'il est tenu d'effectuer les procédures de renonciation à son autre nationalité dans les pays où cette possibilité existe, ou à fournir la preuve qu'il a demandé à y renoncer dans le cas où l'autre pays refuse cette possibilité. En raison de la complexité du sujet, la Commission des affaires légales et constitutionnelles de la Chambre des Représentants a émis diverses recommandations à la suite desquelles le département de l'Immigration et des Affaires multiculturelles (DIMA) a créé une base de données sur les procédures de renonciation à la nationalité pour divers pays.

### Exclusion basée sur les condamnations judiciaires
Aux États-Unis et en Australie, avec des différences selon les États, les personnes condamnées, qu'elles soient en prison ou non, sont frappées d'interdiction de vote. C'est par exemple le cas de 13 %[réf. nécessaire] des hommes noirs aux États-Unis. Dans d'autres pays, comme la Belgique, les prisonniers ont cependant le droit de vote, mais certaines condamnations sont assorties de privation de celui-ci, y compris après la sortie de prison.
Dans son arrêt du 6 octobre 2005 concernant l'affaire Hirst c. Royaume-Uni (no 2), la Cour européenne des droits de l'homme a constaté que, parmi les pays membres du Conseil de l'Europe, dans dix-huit pays (Albanie, Allemagne, Azerbaïdjan, Croatie, Danemark, ex-République yougoslave de Macédoine, Finlande, Islande, Lituanie, Moldova, Monténégro, Pays-Bas, Portugal, République tchèque, Slovénie, Suède, Suisse, Ukraine) les détenus sont autorisés à voter sans aucune restriction, dans treize pays (Arménie, Belgique, Bulgarie, Chypre, Estonie, Géorgie, Hongrie, Irlande, Royaume-Uni, Russie, Serbie, Slovaquie, Turquie) tous les détenus sont frappés de l’interdiction de voter ou dans l’impossibilité de le faire, et dans onze pays (Autriche, Bosnie-Herzégovine, Espagne, France, Grèce, Italie, Luxembourg, Malte, Norvège, Pologne, Roumanie) le droit de vote des détenus peut se trouver limité d’une autre manière. En Roumanie, les détenus peuvent se voir interdire de voter si la peine principale est supérieure à deux ans d’emprisonnement tandis qu’en Lettonie, les détenus purgeant une peine dans un pénitencier n’ont pas le droit de voter. Quant au Liechtenstein, les détenus ne jouissent pas du droit de vote.

### Dans le contexte colonial
La France républicaine a pu s'accommoder sous la Troisième République de l'exclusion politique des « indigènes » de son empire colonial, qui n'ont pu accéder à la citoyenneté théoriquement pleine et entière que le 7 mai 1946, à la suite du vote d'une proposition de loi du député sénégalais Lamine Guèye, devenue Loi Lamine Guèye. La Constitution du 27 octobre 1946 (dite Constitution de la Quatrième République) a confirmé cette version française de l'édit de Caracalla.
Toutefois, ce n'est que dix ans plus tard, le 23 juin 1956, que la Loi-cadre Defferre concrétisa cette citoyenneté égale entre « indigènes » et « Européens » en supprimant le système du « double collège » et en élargissant le corps électoral à tous les habitants de nationalité française, sans limitation capacitaire, sauf en Algérie française, où le collège unique n'a été institué que sous le gouvernement Félix Gaillard par la Loi du 5 février 1958 relative aux élections en Algérie, à la suite de la Loi-cadre sur l'Algérie adoptée le 31 janvier 1958. La suppression du collège unique fut confirmée pendant la période de pleins pouvoirs du gouvernement de Gaulle par le décret no 58-569 du 3 juillet 1958.
La Belgique n'a accordé le droit de vote à ses sujets coloniaux du Congo qu'à partir de décembre 1957 à l'occasion d'élections de conseils d'arrondissements dans certaines villes, avec des communes « européennes » et des communes « africaines », puis d'élections provinciales.
Le Royaume-Uni a d'abord mis en place dans ses colonies des assemblées élues uniquement pour les colons, et a ensuite introduit progressivement des représentants, d'abord nommés puis élus, des indigènes et des résidents non-européens (Indiens du Kenya par exemple). C'est également le modèle suivi par les Pays-Bas dans les Indes néerlandaises.

### Exclusion par la citoyenneté
En Nouvelle-Calédonie (collectivité française d'outre-mer), il existe un corps électoral restreint. Il ne permet qu'aux « citoyens » calédoniens de voter aux institutions de la Nouvelle-Calédonie (Congrès et Gouvernement). En effet, selon l'accord de Nouméa (constitutionnalisé depuis 1999 au titre XIII de la constitution) seules les personnes ayant pu participer au référendum de 1998 (vote par référendum de l'accord de Nouméa et concernant les personnes ayant résidé en Nouvelle-Calédonie depuis 1988) ou encore les personnes ayant la majorité après 1998, ont un parent qui a pu voter aux accords de Nouméa en 1998 ou encore justifieront d'une résidence de dix ans en 1998 ou encore les personnes inscrites sur un tableau annexe (tableau comprenant toutes les personnes exclues du vote aux élections spéciales de Nouvelle-Calédonie tant qu'ils ne rempliront pas les conditions de dix années de résidence) justifieront d'une résidence de dix ans à la date de l'élection.
Ainsi seules les personnes ayant justifié de dix ans de résidence pouvaient voter aux élections spéciales de cette collectivité. Cependant, le dernier critère renvoyant au tableau annexe permettait aux gens arrivés après 1998 de voter s'ils justifiaient de dix ans de résidence au moment de chaque élection. Or il s'avère que cette analyse ne correspondait pas aux attentes des indépendantistes de l'île (un des trois signataires de l'accord) et il est voté le 27 février 2007 une modification de la constitution (Loi constitutionnelle no 2007-237 du 23 février 2007 modifiant l'article 77 de la Constitution) excluant définitivement les personnes inscrites sur le tableau annexe de tout droit de vote aux élections de Nouvelle-Calédonie. Ainsi, aujourd'hui, pour voter il faut rapporter la preuve d'être résident depuis dix ans en 1998. Toute personne inscrite sur le tableau annexe n'ayant donc pas habité dix années consécutives avant cette date ne peut voter aux élections. C'est ainsi que depuis 2007 le corps électoral aux élections spéciales de Nouvelle-Calédonie est un corps restreint gelé et plus glissant comme il avait été interprété par le Conseil constitutionnel en 1999 (Décision no 99-410 du 15 mars 1999 « Considérant qu'il ressort des dispositions combinées des articles 188 et 189 que doivent notamment participer à l'élection des assemblées de province et du congrès les personnes qui, à la date de l'élection, figurent au tableau annexe mentionné au I de l'article 189 et sont domiciliées depuis dix ans en Nouvelle-Calédonie, quelle que soit la date de leur établissement en Nouvelle-Calédonie. »).
Cette exclusion est basée sur l'acquisition d'une citoyenneté dite « calédonienne » et en référence aux accords de Nouméa, ne concerne « que les personnes ayant 10 ans de résidence depuis 1998 ».

#### Générale
- Pierre Rosanvallon, Le Sacre du citoyen : histoire du suffrage universel en France ; Paris : Gallimard, 1992 (OCLC 27207064)
- Explorez l'histoire du vote au Canada ; Ottawa : Élections Canada, 2000 (OCLC 49305501)
- Olivier Christin, Vox populi. Une histoire du vote avant le suffrage universel, Seuil, 2014.

#### Suffrage féminin
- Femmes et citoyennes : du droit de vote à l'exercice du pouvoir ; Patricia Latour ; Monique Houssin ; Madia Tovar ; Paris : Éditions de l'Atelier/Éditions ouvrières, 1995 (OCLC 34989828)
- Les Femmes et la politique : du droit de vote à la parité ; Jean-Louis Andréani ; Paris : EJL, 2001 (OCLC 48514619)
- Les Femmes à l'Assemblée nationale : du droit de vote au partage du pouvoir ; Jacinthe Fortin ; Marie-Hélène Lavoie ; Québec, Québec : Secrétariat à la condition féminine : Assemblée nationale, Service de l'accueil et des renseignements, 1990 (OCLC 35016608)